# 대니얼 펄

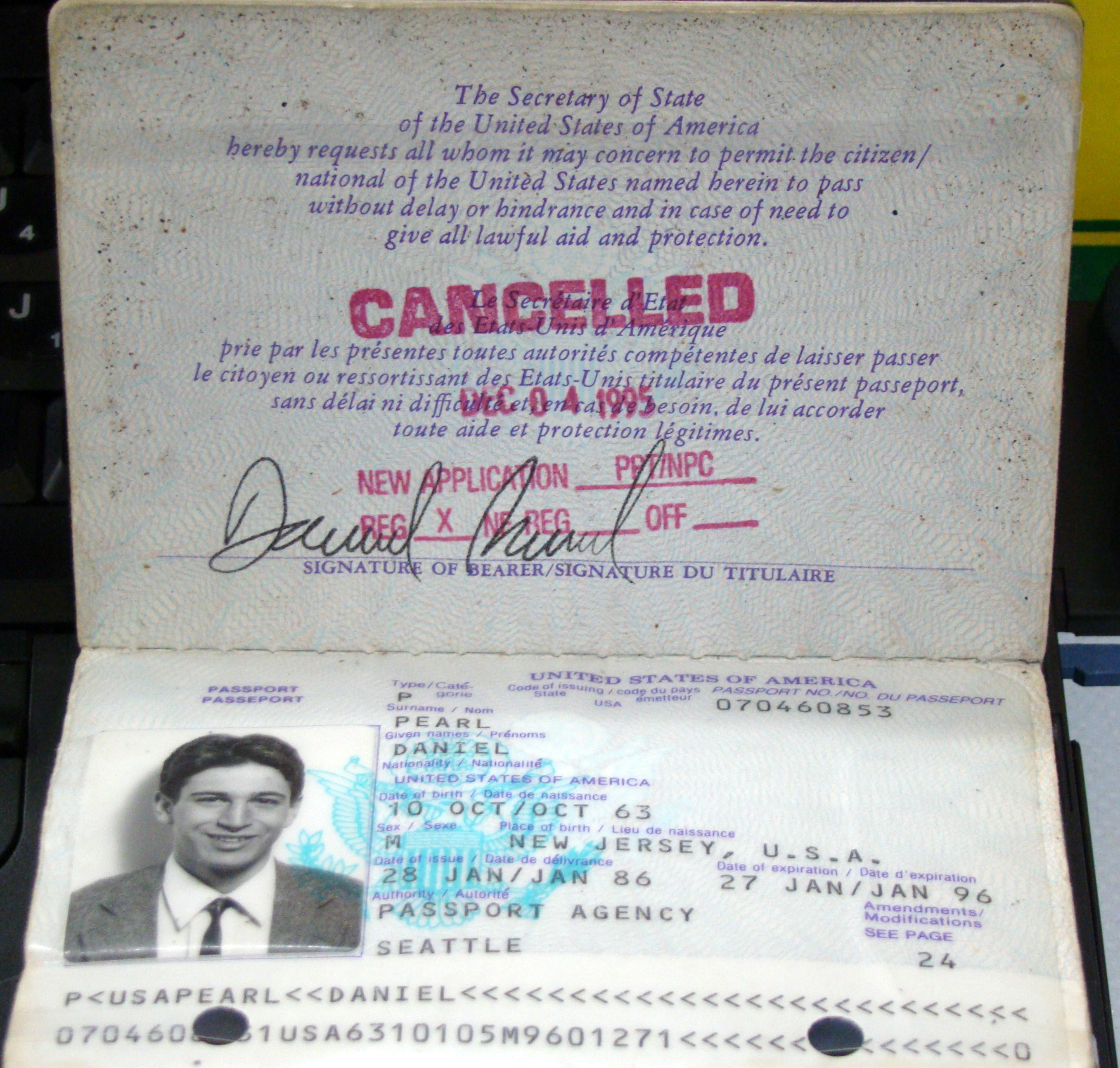
대니얼 펄의 미국 여권

대니얼 펄(Daniel Pearl, 1963년 10월 10일~2002년 2월 1일)은 미국의 기자이다. 2002년 2월 1일 파키스탄 카라치에서 시위를 촬영하던 중 납치되어 숨졌다.

## 같이 보기
- 마이티 하트